# Surf Life Saving Australia
El Salvamento Acuático Deportivo Australiano (SLSA por su sigla en inglés) es la máxima autoridad en salvamento y socorrismo acuático en Australia, para prevenir y atender accidentes en el agua. La SLSA es una estructura federal, que comprende de 307 clubes de salvamento acuático locales, 17 sucursales regionales en Queensland y Nueva Gales del Sur, y 7 centros en territorios y estados individuales. Cuenta con más de 153.000 miembros, de los cuales más de 43.800 patrullan activamente cerca de 400 playas australianas. La SLSA es una de las más grandes organizaciones de voluntariado en Australia. 
La SLSA es responsable por el manejo y la organización de las competencias deportivas de surf en Australia, y de la supervisión de los eventos más importantes de salvamento deportivo, como el Campeonato de Salvamento Acuático Deportivo Australiano (Surf Life Saving Championships) y el festival de surf de "The Coolangatta Gold".
La SLSA es uno de los miembros fundadores de La Federación Internacional de Salvamento -International Life Saving Federation (ILS) y juega un papel muy importante como líder en el desarrollo de estándares de salvamento, prevención y seguridad en playas y áreas acuáticas, a nivel mundial.

## Historia
En 1902 en Australia, entrar al océano durante las horas del día iba en contra de la ley. William Gocher, editor de un periódico en Sídney propuso desafiar la ley en Manly Beach. Con el tiempo, como más personas comenzaban a desafiar esta ley, finalmente decidieron revocarla; pero nadadores inexpertos tuvieron problemas para surfear con condiciones inusuales, tales como las corrientes de resaca y el número de personas ahogadas se incrementó. En 1906 un grupo de voluntarios comenzaron a patrullar la playa de Bondi para colaborar y así fue como en ese año se formó Bondi Beach Surf Bathing Association (Asociación de Surfistas y Bañistas de Bondi Beach). The Surf Bathing Association de Nueva Gales del Sur se formó el 18 de octubre de 1907 cuando nueve clubes voluntarios de salvamento acuático deportivo y representantes del Royal Life Saving Society (RLSS - [Real Sociedad de Salvamento]) se reunieron y asociaron para representar los intereses de los salvavidas acuáticos deportivos. Esa junta resolvió: "Que es conveniente formar una asociación de clubes de surf, para garantizar complejos mejorados para bañistas y surfistas, y además promover y regular el deporte." Y "Que la Asociación sería llamada 'The Surf Bathing Association of N.S.W' (Asociación de Bañistas y Surfistas de N.S.W)." Estuvieron presentes:"Royal Life Saving Society [Real Sociedad de Salvamento], Manly Surf Club [Club de Surf de Manly] (organización diferente de Manly Life Saving Club [Club de Salvamento de manly] que fue creado en 1911), Bondi Surf Bathers Life Saving Club [Club de Salvamento de Bañistas y Surfistas de Bondi], Coogee Surf Life Brigade [Brigada de Salvamento Acuático deportivo de Coogee], Bronte Surf Brigade [Brigada de Surf de Bronte], Bondi Surf and Social Club (North Bondi SLSC [Club de Surf y Social de Bondi] (SLSC Bondi Norte)), Tamarama Surf Club [Club de Surf Tamarama] (el cual solo duró un par de semanas/ meses y después desapareció), Maroubra Surf Club [Club de Surf de Maroubra], United Wanderers Surf Club [Club de Surf Trotamundos Unidos] y Woollahra Surf Club [Club de Surf Woollahra."
El nombre fue cambiado a Surf Life Saving Association of Australia (SLSAA) [Asociación de Salvamento Acuático deportivo Australiano] en 1922.
Las mujeres se involucraron activamente en el salvamento acuático deportivo por años antes de 1980, cuando se les permitió convertirse en miembros activos de la SLSA para patrullar las playas.
En 1991 el nombre cambio al nombre que tiene actualmente: Surf Life Saving Australia [Salvamento Acuático Deportivo Australiano].

## Salvamento
La misión de la SLSA es ofrecer playas y entornos acuáticos seguros a lo largo de Australia, por medio de playas patrulladas, educación, evaluación de riesgos costeros y entrenamiento. Desde 1907, los salvavidas han rescatado más de 550.000 personas que concurren a las playas. En 2009/10, los salvavidas realizaron 11.920 rescates, hubo 53.700 casos de primeros auxilios y se tomaron más de 650.000 acciones preventivas en las playas Australianas.

## Afiliación
Desde el 30 de junio de 2010 la SLSA cuenta con una base de 153.626 afiliados, de los cuales, 43.836 miembros patrullan activamente las playas Australianas.  Para poder clasificar como patrullero salvavidas acuático, cada individuo debe haber obtenido una calificación de Medalla de Bronce.

### Capacitación
Los salvavidas acuáticos deportivos, deben no solo ser nadadores competentes, además deben tener experiencia en rescate, resucitación y primeros auxilios.  Esta experiencia solo se logra con un mínimo de 20 horas de entrenamiento, seguido de un examen escrito y práctico. Los voluntarios deben tener al menos15 años de edad para comenzar con el entrenamiento inicial y a los 16 años, a estos voluntarios se les estimula para que se vuelven hábiles con la administración del oxígeno. Una vez finalizado el entrenamiento, a los miembros se les otorga el Certificado de Acreditación Nacional 2 en Seguridad Pública [Certificate 2 in Public Safety] (Rescate Acuático)/Medalla de Bronce que los califica como patrulleros de playa. Cada año, deben mostrar que siguen siendo aptos para mantener su habilidad para patrullar.
La SLSA además cuenta con 58.632 miembros juveniles, o Nippers ("Chiquillos") como se les conoce generalmente. Los Nippers están entre los 5 y los 13 años y aprenden sobre habilidades seguridad y conciencia en la playa, de manera divertida y en un entorno seguro.

## 2007El Año de los Salvavidas Acuáticos
En el 2004, el Gobierno Australiano declaró el 2007 como el Año de los Salvavidas Acuáticos y les asignó recursos por AUD $1 million por los próximos tres años para que la Asociación de Salvamento Acuático celebre su centenario.